# لیام نوبل (بازیکن فوتبال)
لیام نوبل (انگلیسی: Liam Noble؛ زادهٔ ۸ مهٔ ۱۹۹۱) بازیکن فوتبال اهل بریتانیا است.
از باشگاه‌هایی که در آن بازی کرده‌است می‌توان به باشگاه فوتبال نوتس کانتی، باشگاه فوتبال کارلایل یونایتد، و باشگاه فوتبال ساندرلند اشاره کرد.